# William Gibbs Rogers

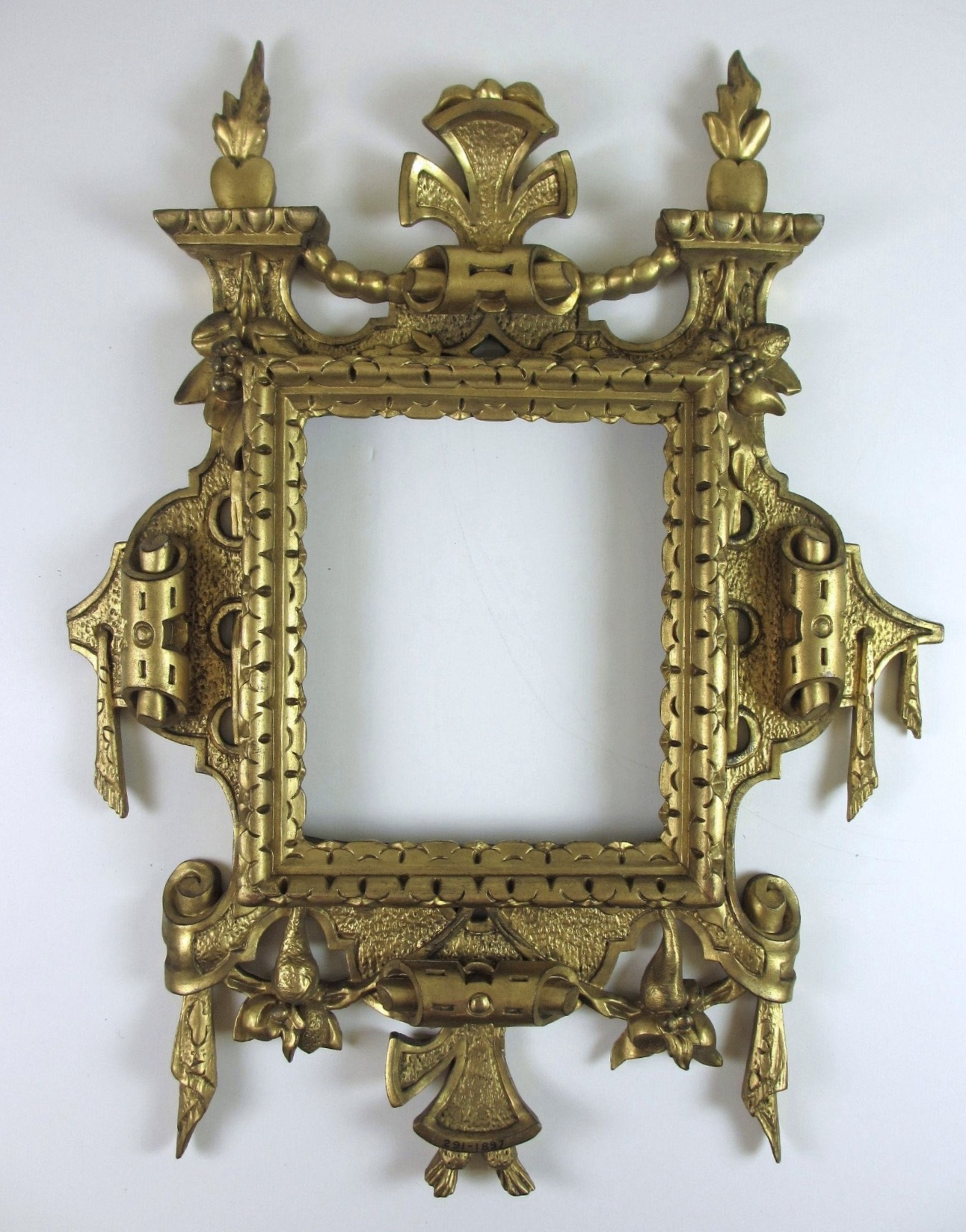
William Gibbs Rogers: Rahmen, um 1850. Victoria and Albert Museum, London

William Gibbs Rogers (* 10. August 1792 in Dover, Kent, England; † 21. März 1875 in London, England) war ein britischer Bild- und Holzschnitzer.

## Leben
William G. Rogers zeigte schon früh ein ausgeprägtes Zeichnungs- und Modelliertalent. Im Alter von 15 Jahren begann er 1807 eine Lehre bei einem Schiffszimmermann bzw. Holzschnitzer in London. 1817 eröffnete er eine Holzschnitzwerkstatt in Soho, London, in der er vornehmlich architektonische Ornamente anfertigte. Bereits in den 1830er Jahren handelte er mit antiken Holzschnitzereien, organisierte Ausstellungen und betrieb Sammlungen über elisabethanische und niederländische Schnitzwerke. Zu seinen Auftraggebern zählten das House of Lords, Lord Hatherton, der Duke of Sutherland, Chatsworth House sowie königliche Residenzen wie Carlton House, Kensington Palace und Brighton Pavilion. Im Jahr 1848 führte er im Rahmen der Renovierung der St Mary-at-Hill-Kirche in London neue dekorative Holzarbeiten aus. 1850 wurde er in das Organisationsteam der Weltausstellung berufen und erhielt im Folgejahr von Königin Victoria den Auftrag, eine Kiste aus Buchsbaumholz im italienischen Stil zu schnitzen. Diese wurde auf der Great Exhibition 1851 gezeigt und ausgezeichnet. 1853 war er Aussteller bei der Dublin Exhibition. Für seine Dienste als Holzschnitzer erhielt er im Jahr 1872 eine Civil-List-Rente in Höhe von 50 £ pro Jahr. William G. Rogers verstarb 1875 im Alter von 82 Jahren.

## Werk

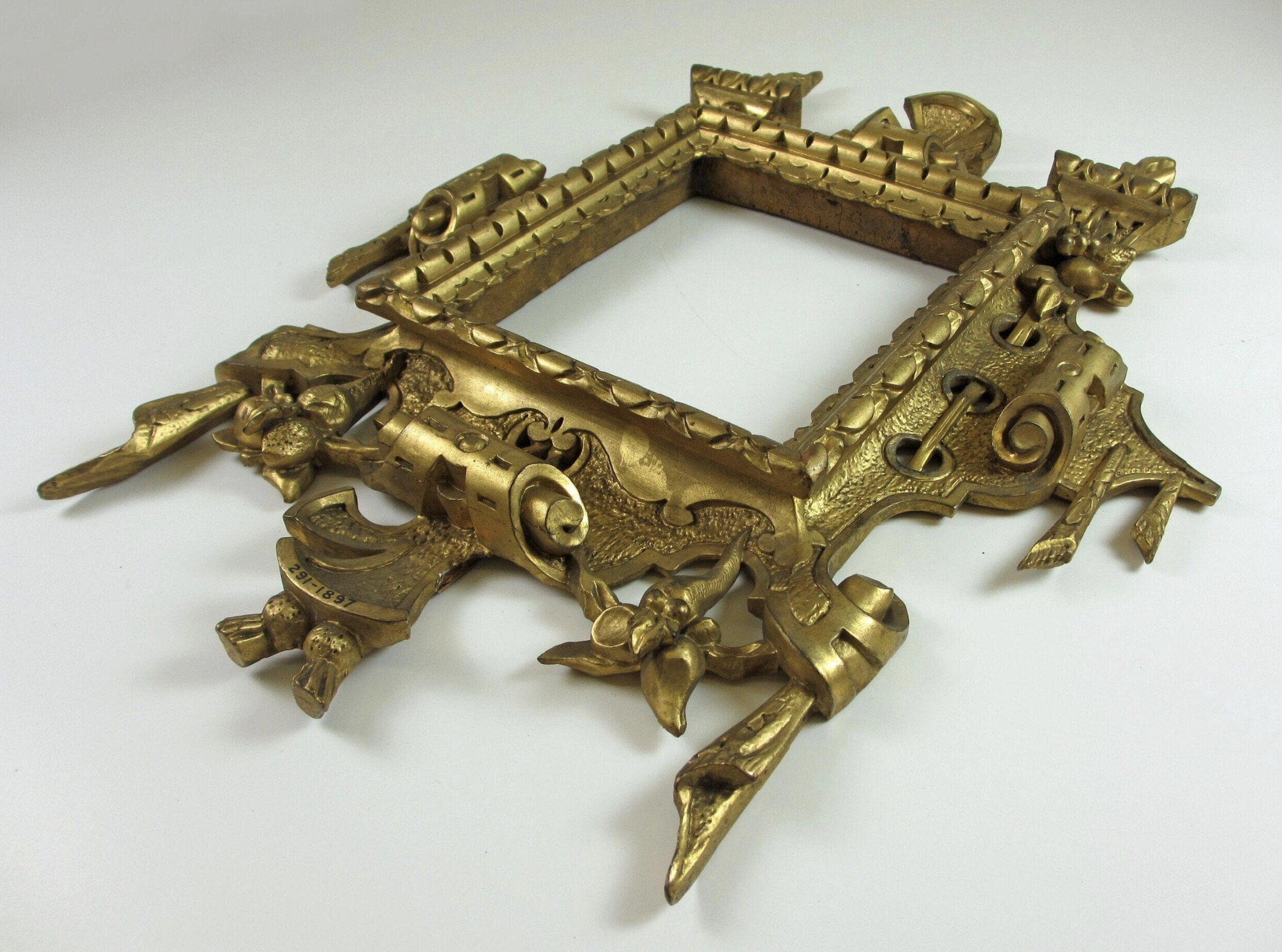
William Gibbs Rogers: Rahmen, um 1850 (Seitenansicht). Victoria and Albert Museum, London – Geschnitzter und vergoldeter Kiefernholzrahmen, dessen innere Reliefleisten jeweils von einem offenen Rahmen aus geschwungenen Bandverzierungen umgeben sind, die mit zwei flammenden Herzen und Girlanden aus Stoffbahnen verziert sind, die Fruchtbüschel tragen.

William G. Rogers zählte zu den prominentesten und technisch versiertesten Holzschnitzern des viktorianischen Englands. Sein Stil stand in der Tradition des Barockkünstlers Grinling Gibbons. Er beherrschte die komplexe Ornamentik und die natürliche Detailtreue so meisterhaft, dass selbst Experten seine Arbeiten nur schwer von Gibbons' Originalen unterscheiden konnten. Besonders seine Arbeiten für sakrale Räume wie Kanzeln und Dekorationen für St. Michael’s Cornhill und St. Mary-at-Hill zeichnen sich durch eine filigrane und lebensechte Darstellung von Früchten, Blumen und Tiermotiven aus. Seine floralen Girlanden, Reliefs und Büsten verdeutlichen eine meisterhafte Kombination aus künstlerischem Feingefühl und technischer Präzision. Zudem entwickelte er eine Methode, um alte Holzschnitzereien vor Schädlingsbefall und Altersverfall zu schützen, wodurch Gibbons’ Werke langfristig erhalten wurden.